# Новые Горки 1
Новые Горки 1 — село в Чернском районе Тульской области в составе Липицкого сельского поселения.

## География
Находится в юго-западной части Тульской области на расстоянии приблизительно 19 км на восток-юго-восток по прямой от поселка Чернь, административного центра района.

## История
В 1926 году здесь (единое село Горки Новые Ново-Никольского района) был отмечен 171 двор, в конце 1930-х годов — 136.

## Население
Постоянное население составляло 802 человека (1926 год), 21 (русские 100 %) в 2002 году, 0 в 2010.